# 579890 Mocnik
579890 Mocnik este o planetă minoră (asteroid) din centura de asteroizi. A fost descoperită pe 1 august 2014 la  de . 
Obiectul prezintă o orbită caracterizată de o semiaxă mare de 2,5685192936766 UAi, o excentricitate de 0,20568354720592, o înclinație de 8,5906226755753 ° în raport cu ecliptica.